# Nikolski-Phänomen
Das Nikolski-Phänomen (nach dem russischen Hautarzt Pjotr Wassiljewitsch Nikolski, 1858–1940) ist ein Begriff aus der Dermatologie.
Es beschreibt die Neigung der Haut zur Blasenbildung. Das Nikolski-Phänomen ist positiv, wenn sich auf scheinbar gesunder Haut Blasen durch Schiebedruck auslösen lassen oder wenn sich die nicht blasige Haut verschieben lässt (Nikolski I oder direktes Nikolski-Zeichen) oder wenn sich schon bestehende Blasen durch seitlichen Druck verschieben lassen (Nikolski II oder indirektes Nikolski-Zeichen).
Typische Erkrankungen mit positiven Nikolski-Phänomenen sind die Blasenbildenden Autoimmundermatosen wie der Pemphigus vulgaris („Blasensucht“) (Nikolski-Phänomen I und II positiv), welcher dadurch vom bullösen Pemphigoid (Nikolski-Phänomen I negativ) unterschieden werden kann. Das Nikolski-Phänomen II ist unspezifisch und tritt bei verschiedenen blasenbildenden Hauterkrankungen auf.

## Ätiologie
Das Nikolski-Phänomen basiert auf einer Autoimmunreaktion gegen Gruppen von Proteinen der Epidermis, welche den Zellzusammenhalt ermöglichen. Je nach betroffenen Proteinen bzw. betroffener Schicht der Haut werden folgende Krankheiten unterschieden:
- Krankheiten der Pemphigusgruppe (Autoantikörper gegen desmosomale Proteine der Epidermis / intraepidermale Blasenbildung)
  - Pemphigus vulgaris (häufigster)
  - Pemphigus foliaceus, und die endemische Form Pemphigus braziliense oder Fogo selvagem
  - Paraneoplastischer Pemphigus
  - Arzneimittel-induzierter Pemphigus